# Петропавловський (Алнаський район)
Петропа́вловський (Петропавловськ; рос. Петропавловский) — присілок (колишній починок) у складі Алнаського району Удмуртії, Росія.

## Населення
Населення — 4 особи (2010; 17 в 2002).
Національний склад станом на 2002 рік:
- удмурти — 82 %

## Урбаноніми[3]
- вулиці — Садова